# Ornamentika
Az ornamentika (a latin ornare „díszíteni” szóból)
egy épületnél vagy tárgynál alkalmazott díszítmény vagy díszítőrendszer. Elsősorban az iparművészetekben, az építőművészetben és könyvnyomdászatban  használt kifejezés és fogalom.

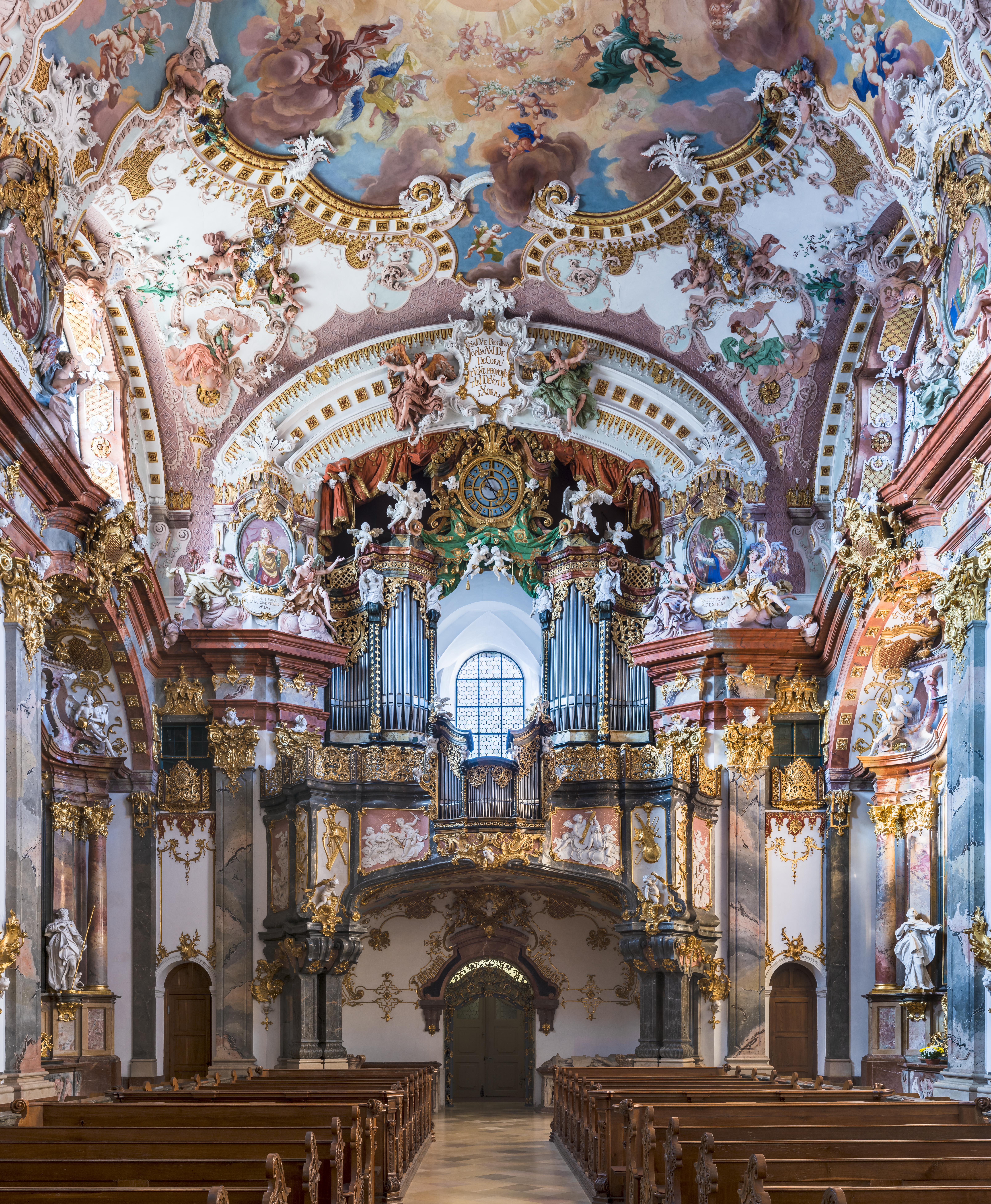
Rokokó stílusú templombelső Ausztriában (Wilhering Kirche)

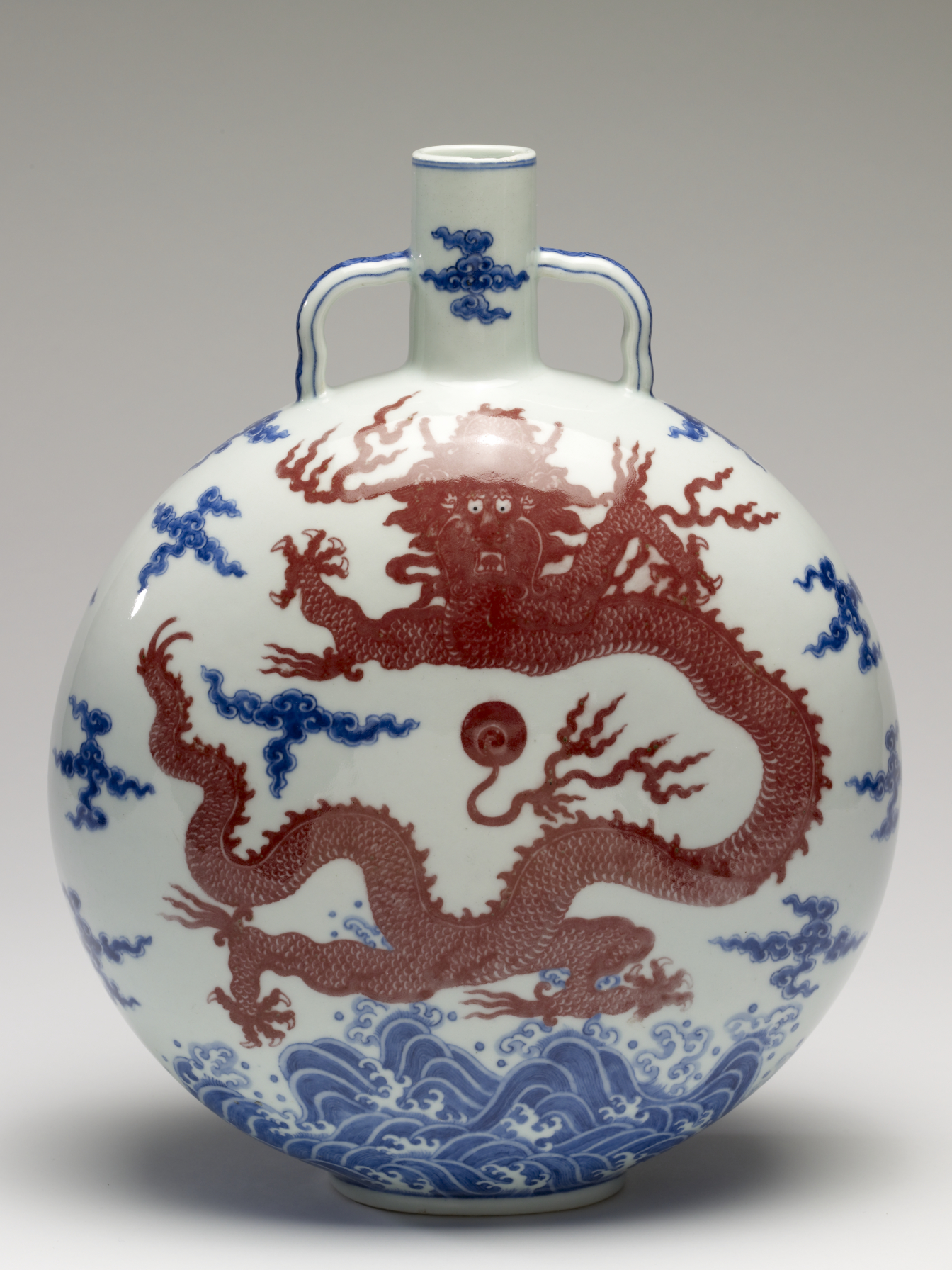
Sárkánnyal és más mintákkal díszített kínai porcelán

Az építészeti díszítmények kialakíthatók kőből, fából vagy fémből, formázhatók gipszből vagy agyaggal, vagy a felületre festhetők; más iparművészetekben például tűzzománc használható. A díszítő stílusok és motívumok széles skáláját fejlesztették ki az építészet és az iparművészet számára, beleértve a fazekasságot, bútoripart, a fémmegmunkálást. A díszítésben használt motívumok széles skálája gyakran geometriai formákból és mintákból, növényekből, ember- és állatfigurákból merít. 
A díszítés a feljegyzett történelem kezdete óta nyilvánvaló a civilizációkban, kezdve az ókori egyiptomi művészettől.
Eurázsiában és a mediterrán világban a növényi alapú díszítésnek több mint háromezer éves gazdag és összefüggő hagyománya van; míg a világ más részein a hagyományos díszek jellemzően inkább geometriai és állati motívumokra támaszkodnak. A minták ihletője általában a régióban jelenlévő természeti világban rejlik. Közép-Ázsiában korábban sok nomád törzsnek állati mintájú motívuma volt, mielőtt az iszlám elterjedt a régióban.

## Fordítás
- Ez a szócikk részben vagy egészben  az   Ornament (art) című angol Wikipédia-szócikk fordításán alapul.  Az eredeti cikk szerkesztőit annak laptörténete sorolja fel. Ez a jelzés csupán a megfogalmazás eredetét és a szerzői jogokat jelzi, nem szolgál a cikkben szereplő információk forrásmegjelöléseként.